# Enrique II de Bar
Enrique II de Bar en francés, Henri II de Bar, en alemán Heinrich II von Bar (1190–13 de noviembre de 1239) fue Conde de Bar que reinó de 1214 a 1239.  Era hijo del Conde Teobaldo I de Bar y su primera mujer, Ermesinda de Bar-sur-Seine. Enrique resultó muerto el 13 de noviembre de 1239 durante la Cruzada de los barones, cuando desvió varios cientos de cruzados del ejército principal de Teobaldo I de Navarra para luchar contra una fuerza de musulmanes Ayubíes en Gaza.

## Cónyuge y descendencia
En 1219 se casó con Philippa de Dreux (1192–1242),la hija de Robert II de Dreux.

### Niños
- Margarita de Bar (1220–1275), en 1240 se casó con Enrique V de Luxemburgo.
- Teobaldo II de Bar (c. 1221–1291), sucedió a su padre en el condado
- Henry, 1249
- Jeanne (1225–1299), casada con Frédéric de Blamont que murió en 1255, y luego con Luis V, Conde de Chiny
- Renaud (muerto 1271)
- Erard (muerto 1335)
- Isabelle (muerta 1320)